# Serie 3700 de FGV

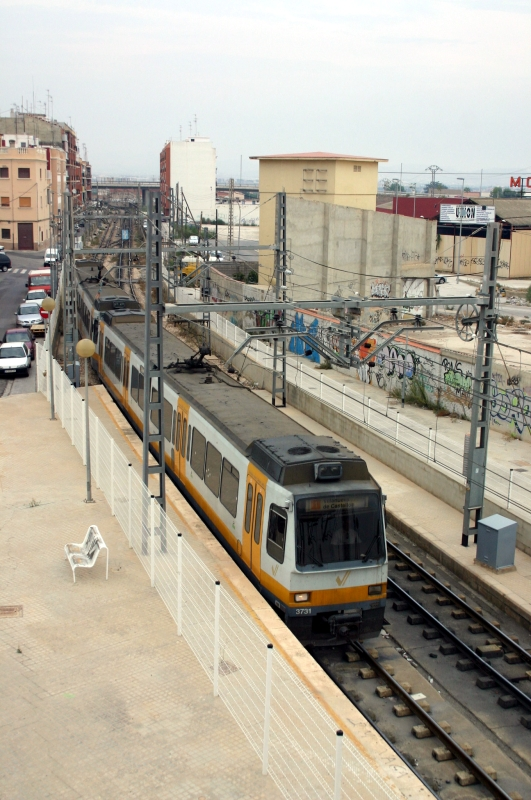
UTA 3700 de FGV de segunda generación.

La Serie 3700 de FGV fue una serie de unidades de trenes articulados con tracción eléctrica concebidos para el servicio de cercanías y suburbano de MetroValencia.
Las unidades de trenes articulados o UTA de la serie 3700 constaban de dos subseries. La primera la formaban 30 unidades y la segunda 10. Se trata de unidades dobles eléctricas, tipo metro o tranvía ligero, preparadas para trabajar a 1500 voltios. El equipo eléctrico de tracción estaba regulado por chopper e incorporaba freno eléctrico. 
Su sistema de frenado incorporaba tres tipos de freno: el eléctrico por recuperación y reostático; neumático con actuación en discos de freno; y un tercer sistema de patín electromagnético a los carriles. Sus enganches automáticos Schaku construidos por CAF permitían el funcionamiento en mando múltiple. 
Las UTAs de la segunda subserie fueron fabricadas en 1990 incorporando diversas mejoras, tanto en el comportamiento dinámico de los vehículos como en el confort interior de los pasajeros. En las dos subseries, la apertura de puertas se realizaba desde el interior del vehículo por el viajero con botones, al igual que en el exterior.

## Situación del parque motor
Unidades apartadas
- 3701 (desguazada en 2021)
- 3702 (preservada y restaurada en 2018)
- 3703 (cedida a la UME en 2014)
- 3704 (desguazada en 2016)
- 3705 (desguazada en 2016)
- 3706 (desguazada en 2016)
- 3707 (desguazada en 2016)
- 3708 (desguazada en 2016)
- 3709 (desguazada en 2016)
- 3710 (desguazada en 2016)
- 3711 (desguazada en 2016)
- 3712 (desguazada en 2016)
- 3713 (desguazada en 2016)
- 3714 (desguazada en 2021)
- 3715 (desguazada en 2016)
- 3716 (desguazada en 2016)
- 3717 (desguazada en 2016)
- 3718 (desguazada en 2016)
- 3719 (desguazada en 2016)
- 3720 (desguazada en 2016)
- 3721 (desguazada en 2016)
- 3722 (desguazada tras fracaso de reforma tras venta en Susundegui (Alsasua), año de desguace desconocido)
- 3723 (desguazada en 2016)
- 3724 (desguazada en 2016)
- 3725 (desguazada en 2016)
- 3726 (desguazada en 2016)
- 3727 (desguazada en 2016)
- 3728 (desguazada en 2016)
- 3729 (desguazada en 2005)
- 3730 (desguazada en 2016)
- 3731 (desguazada en 2016)
- 3732 (desguazada en 2016)
- 3733 (desguazada en 2016)
- 3734 (desguazada en 2021)
- 3735 (desguazada en 2021)
- 3736 (desguazada en 2008)
- 3737 (desguazada en 2016)
- 3738 (desguazada en 2016)
- 3739 (desguazada en 2005)
- 3740 (desguazada en 2021)

## Historia

### Sus inicios: de 1986 a 1994.
La historia de esta serie se remonta en el año 1986, fecha en la que FGV se hizo con la gestión de las antiguas líneas del trenet. Por la antigüedad del parque motor de las 5 líneas del trenet y por la escasez de este, FGV decidió contratar la construcción de 30 nuevos trenes que se sumarían a los de la serie 3600 en la explotación comercial de la línea Valencia-Jesús - Castellón de la Ribera (actualmente Castelló), los cuales llevaban desde 1982 en servicio, y más adelante en la prolongación del túnel urbano de Valencia dando cobertura a las líneas de Bétera y Llíria (Las antiguas líneas 1 y 2 de FGV). Así pues, tras un periodo de pruebas en las líneas de FGC y en la antigua línea del trenet que iba desde la antigua estación Valencia-Jesús a Villanueva de Castellón, se comenzaron a incorporar en 1987 las primeras 18 unidades en el depósito de Torrente. En 1988 se recibieron las 12 unidades restantes del pedido. Visto el buen rendimiento que estas unidades ofrecían y la necesidad de más material para cubrir el incremento de frecuencias, en el año 1989 FGV encargó una remesa de 10 unidades UTA 3700 de segunda generación más que fueron recibidas en el año 1990. Las 10 últimas UTAs tenían un diseño diferente, además, incorporaron una serie de mejoras respecto a las otras 30.

### De 1995 a 2005.
En el año 1995 se realizó la apertura de la línea 3 de FGV, la cual en origen partía de la estación Alameda hasta Rafelbunyol, yendo bajo tierra hasta Alboraya, donde pasaba a circular por superficie. Esta línea en origen fue servida por las 18 unidades de la serie 3900. En 1998 el servicio fue ampliado hasta Avenida del Cid, construyéndose un túnel que conecta las estaciones de Colón y Jesús (actual ramal de la línea 7 donde se encuentra la estación Bailén), en 1999 hasta Mislata-Almassil, en 2003 hasta Ayora y en 2004 hasta Torrente Avinguda, produjo que la Línea 3 se quedase corta de material con la serie 3900, siendo a veces necesaria la circulación de unidades de la serie 3700 para suplir el servicio.
A partir de 1998, se empezó a introducir la nueva imagen de MetroValencia en la serie, cambiando el color amarillo de FGV por el rojo de MetroValencia. Esta imagen nunca se aplicó en la totalidad de las unidades, llegando bastantes al final de sus días con el mismo esquema de origen.

### 2006: El accidente de Jesús.
Extracto del Artículo de Wikipedia acerca del Accidente de MetroValencia de 2006.

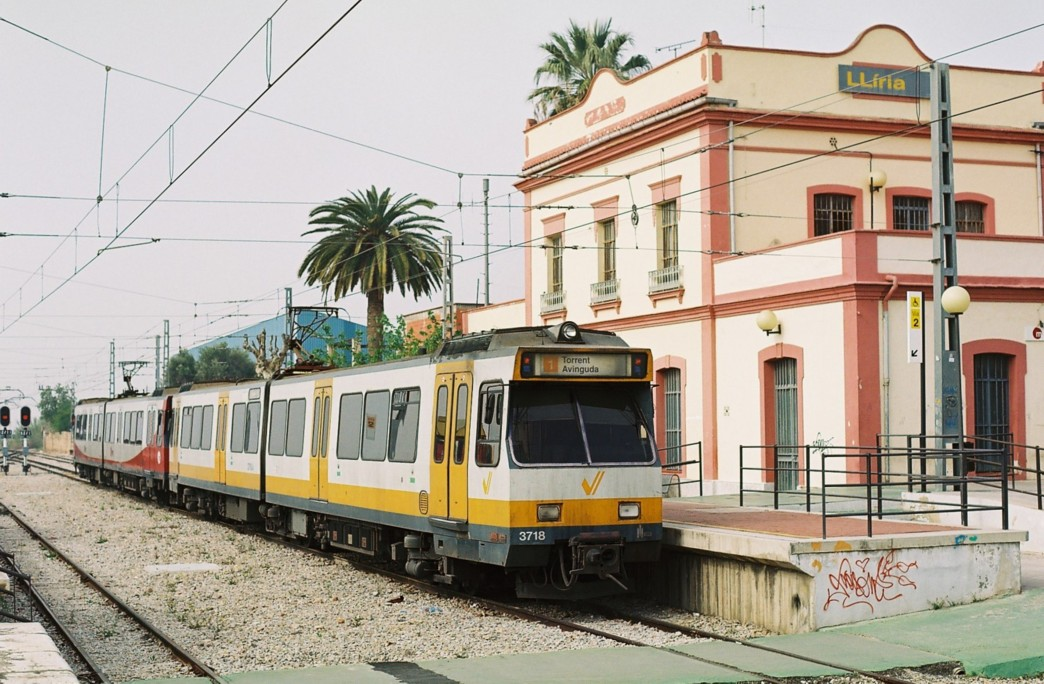
Dos UTAs 3700 de FGV, una en colores blanquiamarllos y otra en rojiblanco en la estación de Llíria.

El tren formado por las unidades 3736 y 3714 de la serie UTA 3700 salió de la estación de Plaça d'Espanya en dirección a Torrente, ambas de la línea 1 (actualmente de la línea 2) y descarriló alrededor de las 13:03 horas en la curva de entrada de la estación de Jesús. Las causas del accidente fueron un exceso de velocidad debido a un error humano y también deficiencias en la instalación en la infraestructura del sistema de seguridad FAP. 
El accidente también evidenció la falta de inversiones en el servicio, en el que no se arreglaban debidamente los trenes y la infraestructura padecía graves deficiencias. Debido a esto, el gobierno del PP compró 62 unidades de la Serie 4300 para reemplazar a las series 3600 y 3700 de FGV.

### 2007 a 2010: Los últimos días.
Con la paulatina llegada de los trenes de la serie 4300 a la red, se retiraron las Unidades de la serie 3600 en 2007. Asimismo, estas poco a poco reforzaban el servicio que prestaban las 3900 en las antiguas líneas 3 y 5 (actuales 3, 5 y 7). A partir de 2009, todas las UTAs fueron retiradas de la circulación paulatinamente, según llegaban las 4300. Al menos 3 de ellas fueron desguazadas. 
La prematura retirada de las unidades con tan solo 20 años de servicio (de normal a esta edad, los trenes pasan por una reforma a media vida y prosiguen en servicio hasta pasados los 40 años) se debió a la falta de mantenimiento. Además, el mal estado de la vía en algunos tramos y el no estar preparados para cubrir trayectos con distancias tan largas como los de la Línea 1 las sacrificó mucho, acabando desgastadas tempranamente (de todas formas, la reforma era factible). Según la vida media de un tren eléctrico, las 18 primeras unidades de la primera subserie tendrían que haber durado hasta el año 2027, las 12 unidades restantes de la primera subserie tendrían que haber durado hasta el año 2028 y las 10 unidades de la segunda subserie tendrían que haber durado hasta el año 2030.

### 2010 hasta hoy: Abandono y preservación.
Luego de su retirada de servicio, las 3700 en su mayoría fueron llevadas a los abandonados talleres de Torrente, donde se encontraban las unidades de la serie 3600 y antiguos trenes del Trenet. Unas pocas fueron salvaguardadas en el interior de las naves, pero la mayoría permanecieron en el exterior, al alcance de los vándalos y de las inclemencias del tiempo. En el año 2016, fueron quemadas luego de un incendio gran parte de las unidades que estaban en el exterior. Estas fueron desguazadas in-situ, mientras que las pocas que se salvaron se quedaron allí. Un año más tarde, se aprobó la creación definitiva del museo del trenet de Torrente, donde fueron restaurados gran parte de los coches clásicos que había en su interior, entre ellos la 3702, siendo esta visitable. No obstante, a principios de 2019 se produjo otro incendio, terminando de afectar a la mayoría de las unidades que quedaban en el exterior. Desde entonces el museo permanece cerrado en espera de finalizar las obras de restauración.
En febrero de 2021, las únicas UTAs que quedaban fuera, incluida la 3714, fueron desguazados, extinguiendo la segunda subserie de UTAs al eliminar las tres únicas que quedaban, y quedando únicamente la 3702 (preservada) y la 3703 (cedida a la UME para simulacros militares).
En la línea del Tren de la Costa en Argentina circulan trenes derivados de esta serie de la 2.ª generación, ya extinta.